# Southern Stars
Southern Stars è il quarto album in studio dei Rose Tattoo, uscito nel 1984 per l'Etichetta discografica Albert Productions.

## Tracce
1. Southern Stars (Anderson, Jordan, Meyer) 4:23
2. Let Us Live (Anderson, Jordan, Meyer) 3:14
3. Freedom's Flame (Anderson, Meyer) 5:37
4. I Wish (Anderson, Meyer) 4:25
5. Saturday's Rage (Anderson, Jordan) 3:30
6. Death or Glory (Anderson, Jordan) 3:01
7. The Pirate Song (Anderson, Leech) 4:11
8. You've Been Told (Anderson, Meyer) 4:42
9. No Secrets (Anderson, Meyer) 3:59
10. The Radio Said Rock 'N' Roll Is Dead (Anderson, Meyer) 3:19

## Formazione
- Angry Anderson - voce
- Greg Jordan - chitarra
- John Meyer - chitarra
- Geordie Leach - basso
- Scott Johnston - batteria